# Joodse begraafplaats (Cuijk)
Het Brabantse Cuijk heeft sinds 1761 een Joodse begraafplaats. De huidige begraafplaats bevindt zich op een afgescheiden deel van de algemene begraafplaats aan de Hapseweg. Hier staan achttien grafstenen.

## Geschiedenis
De begraafplaats aan de Hapseweg is niet de oorspronkelijke begraafplaats van de Joden in Cuijk. In de geschiedenis zijn er twee eerdere Joodse begraafplaatsen geweest in Cuijk.
De eerste begraafplaats lag aan de Smidtsstraat en was vanaf 1761 in gebruik, in die tijd vormde in Cuijk een eigen Joodse gemeente. Ook de Joden van Grave gebruikten de begraafplaats, omdat zij nog geen eigen begraafplaats hadden. In 1847 stond de gemeente van Cuijk dit niet meer toe.
Toen de begraafplaats aan de Smidtsstraat vol was, werd in 1870 een nieuwe begraafplaats in gebruik genomen aan de Wilhelminastraat. In 1924 werd de oude begraafplaats geruimd. De resten werden overgebracht naar de Wilhelminastraat. Na de Tweede Wereldoorlog waren er te weinig Joden in Cuijk over om als zelfstandige gemeente verder te kunnen gaan. De gemeente werd in 1947 bij Oss gevoegd. In 1963 werd ook deze begraafplaats geruimd en werden de stoffelijke resten en grafstenen naar de algemene begraafplaats gebracht.
De begraafplaats is geïnventariseerd door het Stenen Archief.